# Šumski kri jezik
Šumski kri jezik (ISO 639-3: cwd; woods cree), jezik Sakawithiniwuk Indijanaca (Šumski Kri), kojim govori oko 35 000 ljudi (1982 SIL) u Manitobi i Saskatchewanu. Pripada centralnoalgonkijskoj skupini jezika, podskupina cree-montagnais-naskapi; kedan od individualnih jezika krijskog makrojezika.
Etnička populacija iznosi im 53 000 (1982 SIL).

## Vanjske poveznice
- Ethnologue (14th)
- Ethnologue (15th)